# 4789 Sprattia
4789 Sprattia è un asteroide della fascia principale. Scoperto nel 1987, presenta un'orbita caratterizzata da un semiasse maggiore pari a 2,2384540 UA e da un'eccentricità di 0,1238492, inclinata di 1,27212° rispetto all'eclittica.